# Saotero
Saotero fue un liberto bitinio, conocido principalmente por servir como chambelán del emperador Cómodo (a cubiculo). Su carrera es registrada por Herodiano, Dión Casio y la Historia Augusta. Según los escritos citados, Cómodo prefería ejercer su gobierno a través de magistrados y oficiales públicos, uno de los cuales era Saotero, liberto que gozaba del favor imperial. Tanto era así, que Cómodo acompañó a Saotero en la entrada triunfal de este a Roma el 22 de octubre de 180. 
El emperador no dudó en poner a Saotero en los puestos más importantes dentro de la administración del Imperio a pesar del resentimiento que generó esta decisión entre los caballeros romanos. 
La Historia Augusta, basada aparentemente en los escritos de Mario Máximo, insinúa que Cómodo mantuvo relaciones homosexuales con Saotero. Tras el intento de asesinato de Cómodo en el año 182, Saotero fue implicado en el complot por el prefecto Tigidio Perenio y asesinado por el liberto Cleandro, quien le sucedió como chambelán.